# 小田急フレッシュ
小田急フレッシュ（おだきゅうフレッシュ）は、Odakyu OXを小田原地区で運営していた会社。

## 概要
前身は箱根登山鉄道関連会社の箱根登山興業、屋号は「とざんストア」。とざんストア時代は他に飯田岡店・栄町店など小田原市内を中心に店舗を運営。小田急フレッシュは2001年に小田急グループ再編で生まれた企業であり、3店舗を運営していた。2012年に小田急商事に吸収合併され消滅した。

## 店舗
2012年時点のもの。
- Odakyu OX小田原店
- Odakyu OX栢山店
- Odakyu OX小田原名産店（おだちか店）